# Daptone Records
Daptone Records is een onfhankelijk platenlabel uit Brooklyn, New York dat zich specialiseert in soul, funk en verwante genres. De bekendste acts zijn Sharon Jones & The Dap-Kings en Charles Bradley. 

## Achtergrond
Daptone werd in 2001 opgericht door Gabriel Roth en Neil Sugarman. Roth, beter bekend als bassist Bosco Mann, had eerder een platenlabel (Desco Records) gerund toen hij nog bij The Soul Providers speelde. Uit deze band zijn de Dap-Kings voortgekomen; zij zijn ook te horen op platen van stalgenoten (en externe acts zoals Amy Winehouse), en hebben in het geval van gitarist/ceremoniemeester Binky Griptite zelfs solomateriaal uitgebracht.                        
Sharon Jones bleef tot aan haar overlijden in november 2016 de belangrijkste exponent. Op 29 juli 2019 werd de 100e single uitgebracht als eerbetoon aan alle overleden Daptone-artiesten waaronder Charles Bradley. 

### Studio
Daptone wordt gerund vanuit een twee-onder-eenkapwoning in Bushwick, Brooklyn. Sharon Jones en Charles Bradley hebben meegeholpen bij de bouw van de studio op de begane grond. Het kantoor bevindt zich op de bovenverdieping. Daptone's House of Soul maakt uitsluitend gebruik van analoge opnametechnieken en instrumenten die niet meer verkrijgbaar zijn. De meeste Daptone-releases zijn hier opgenomen. Het werkzame personeel is uitgekozen door muziekproducenten als Mark Ronson.

### Sublabels
Sinds 2021 heeft Daptone de volgende sublabels;
- Dunham, gerund door gitarist Thomas Brenneck en drummer Homer Steinweiss; bracht vooral platen uit van Charles Bradley en Menahan Street Band.
- Ever-Soul, voor heruitgaven van obscure soulsingles uit de jaren 60 en 70.
- Wick, eind jaren 10 opgericht voor de meer rock-georiënteerde artiesten.
- Penrose, sinds 2020 gerund door Bosco Mann vanuit zijn geboorteplaats Riverside in Californië. Het label richt zich op artiesten van Mexicaanse afkomst.

## Artiesten
Een incompleet overzicht van artiesten die muziek uitbrengen of uitbrachten op het label:

### Daptone
| - Adam Scone - Antibalas - Benjamin & the Right Direction - Bob & Gene - Charles Bradley - Lee Fields - Menahan Street Band - Naomi Shelton & The Gospel Queens - Orquesta Akokan | - Saun and Starr AKA "The Dap-ettes" - Sharon Jones & The Dap-Kings - The Budos Band - The Como Mamas - The Frightnrs - The James Hunter Six - The Mighty Imperials - The Sugarman 3 - The Olympians |

### Wick
- The Ar-Kaics
- The Jay-Vons
- The Mystery Lights
- Michael Rault